# Ilavce, Terebovlea
Ilavce (în ucraineană Ілавче) este o comună în raionul Terebovlea, regiunea Ternopil, Ucraina, formată numai din satul de reședință.

## Demografie
Componența lingvistică a comunei Ilavce
     Ucraineană (99,62%)
     Alte limbi (0,38%)
Conform recensământului din 2001, majoritatea populației comunei Ilavce era vorbitoare de ucraineană (99,62%), existând în minoritate și vorbitori de alte limbi.